# Mario Lertora
Mario Lertora (n. 21 septembrie 1897, Genova, Italia – d. 28 martie 1939, Genova, Italia) a fost un gimnast artistic ce a reprezentat Italia, medaliat olimpic. A participat la 3 ediții ale Jocurilor Olimpice (1924, 1928, 1932) în care a câștigat două medalii de aur și o medalie de bronz.